# Pierre Drette
La Pierre Drette, appelée aussi Pierre-Droite, est un menhir situé sur la commune de Guitrancourt dans la vallée aux Cailloux, au sud du village, dans le département des Yvelines. 

## Historique
Le menhir est au titre des monuments historiques par arrêté du 8 mars 1957. La Pierre Drette est explicitement représentée sur les armoiries de la ville de Guitrancourt.

## Description
Le menhir est constitué d'une dalle de calcaire lutétien de 2,40 m de hauteur sur 3 m de largeur à la base et environ 0,60 m d'épaisseur. Son grand axe est orienté est/ouest. Elle comporte, vers son sommet, un trou naturel, d'environ 6 cm de diamètre, qui lui a valu le nom de « Pendant d'oreille de Gargantua ».